# Саксония-Вайсенфелс
Саксония-Вайсенфелс (на немски: Herzogtum Sachsen-Weißenfels) е Секундогенитур-херцогство и територия в Свещената Римска империя. То съществува от 1656/1657 до 1746 г. Главният град-резиденция е Вайсенфелс и е собственост на странична линия на Албертинските Ветини. То е наричано също Саксония-Магдебург и Саксония-Хале, понеже основателят на линията, херцог Август, като администратор на архиепископския манастир Магдебург, остава да резидира в Хале на Заале и херцогската главна резиденция дворец Ной-Аугустусбург, първо трябвало да се подготви.

## История
Саксонският курфюрст Йохан Георг I завещава на 20 юли 1652 г., неговите трима по-малки сина, които нямат право да получат част от курфюрството, да получат Секундогенитур – княжества. След неговата смърт на 8 октомври 1656 г., на 22 април 1657 г. в Дрезден братята си поделят териториите. Създават се албертинските странични линии Саксония-Вайсенфелс, Саксония-Мерзебург и Саксония-Цайц, които основават свои херцогства.
Херцог Август, резидиращ в Хале, започва през 1660 г. строежа на дворец Ной-Аугустусбург, бъдещата резиденция на херцозите на Саксония-Вайсенфелс. Неговият син херцог Йохан Адолф I завършва строежа през 1694 г. и се нанася пръв в новия барок-дворец.
През 1663 г. Август, създава княжеството Саксония-Вайсенфелс-Кверфурт. Той получава през 1657 г. господството Барби, което получава през 1659 г. по-малкият му син Хайнрих и се нарича Саксония-Вайсенфелс-Барби (от 1659 до 1679 г.). През 1746 г. херцогството Саксония-Вайсенфелс е отново към Курфюрство Саксония.

## Владетели от главна линия Саксония-Вайсенфелс-Кверфурт
- 1656 – 1680 Аугуст (1614 – 1680)
- 1680 – 1697 Йохан Адолф I (1649 – 1697)
- 1697 – 1712 Йохан Георг (1677 – 1712)
- 1712 – 1736 Христиан (1682 – 1736)
- 1736 – 1746 Йохан Адолф II (1685 – 1746)

Децата на Йохан Адолф II умират преди да пораснат и с неговата смърт херцогството отива обратно към Курфюрство Саксония.

## Странична линия Саксония-Вайсенфелс-Барби
- 1680 – 1728 Хайнрих (1657 – 1728)
- 1728 – 1739 Георг Албрехт (1695 – 1739)

След смъртта на бездетния Георг Албрехт минава обратно към главната линия.

## Личности
Георг Хендел е от 1657 г. до смъртта си 1697 г. домашен лекар и камердинер на херцог Аугуст от Саксония-Вайсенфелс. Неговият син Георг Фридрих Хендел е роден в херцогския дворец в Хале и свири на църковния орган в църквата на дворец Ной-Аугустусбург при херцог Йохан Адолф I.
Йохан Себастиан Бах е от 1729 г. до смъртта си княжески капелмайстор в Саксония-Вайсенфелс.
През 1713 г. той пише кантатата Was mir behagt, ist nur die muntre Jagd (BWV 208),, също наричана „Ловна кантата“ по случай празника за 31-вия рожден ден на херцог Христиан.